# Daniel Teklehaimanot
Daniel Teklehaimanot Girmazion (* 10. listopadu 1988) je eritrejský cyklista, od roku 2014 člen jihoafrického profesionálního týmu Team Dimension Data. Je prvním eritrejským cyklistou, který se zúčastnil olympiády a jedné z Grand Tours. Absolvoval tréninkové centrum Mezinárodní cyklistické unie pro závodníky z rozvojových zemí. Byl členem eritrejského týmu, který pětkrát vyhrál mistrovství Afriky v časovce.

## Výsledky
- 2008: mistr Eritrey v závodě jednotlivců
- 2009: celkově 2. místo v etapovém závodě Kolem Eritrey, celkově 6. místo na Tour de l'Avenir
- 2010: mistr Afriky v závodě jednotlivců, časovce jednotlivců i časovce družstev, celkový vítěz Kolem Rwandy
- 2011: mistr Eritrey v časovce, mistr Afriky v časovce jednotlivců i družstev
- 2012: mistr Afriky v časovce jednotlivců i družstev, 73. místo v individuálním závodě na OH 2012, celkově 146. místo na Vuelta a España
- 2013: mistr Afriky v časovce jednotlivců i družstev, vítěz jednodenního závodu Prueba Villafranca de Ordizia, 54. místo v časovce na mistrovství světa v silniční cyklistice 2013
- 2014: celkově 47. místo na Vueltě
- 2015: mistr Afriky v časovce družstev, 2. místo na mistrovství Afriky v časovce jednotlivců
- 2015: Tour de France - nejlepší vrchař 6. - 9. etapa, 49. místo celkově, nejlepší vrchař na Critérium du Dauphiné
- 2016: nejlepší vrchař na Critérium du Dauphiné, 85. místo na Tour de France, 43. místo na OH 2016